# Kendo
Kendo, jap. 剣道 (ken sablja, meč in do pot ali modrost) je spreminjajoča se, moderna borilna veščina, ki prvotno izvira iz veščine sabljaštva (kendžucu), in so se je učili samuraji. Kendo, kot Pot, ne sledi le tehnikam in taktikam sabljaštva, temveč skrbi tudi za duševno rast oseb in jih dopolnjuje v vsakdanjem življenju. Vajenci naj bi skozi kendo dosegli predvsem karakterno trdnost, prepričanje in moralno moč.

## Zgodovina kenda

### Era klanov Gendži in Heike – izvor kendo običajev
V začetku 10. stoletja so se v pokrajini Kanto v bližini Tokia, daleč od političnega centra Japonske v Kjotu, povzdignila oborožena plemena konjenikov, kateri so bili znani kot cuvamono, mono-no-fu ali samurai. Sprva so bila ta groba, nerazvita plemena zbrana okoli poglavarja, združevala vojščake in kmete, ki so tvorili eno, zedinjeno skupnost. Vendar pa je moč teh nepomembnih plemen v dvanajstem stoletju narasla do te mere, da je bila tedanja oblast prisiljena razglasiti zemljiške gospode ali vazale in uvesti fevdalni sistem, z dajatvami znanimi kot ie-no-ko ali rodo. Najmočnejši plemeni tega obdobja sta bila klana Gendži in Heike. V tem času je nastala tudi književna klasika, vojaški ep Heike Monogatari (Pripoved Heikev), ki govori o vzponu in padcu plemena Heike oz. Taira. 
V tem obdobju pa se pojavijo tudi začetki japonsko-fevdalno-vojaškega kodeksa obnašanja oz. bushida ali „Poti samuraja“. Kljub temu, da so plemena pozornost posvečala predvsem oboroženim spopadom, se je že zelo zgodaj razvil nepisan, moralen kodeks, ki je poudarjal vrline zvestobe, hrabrosti, časti, pa tudi nečastnosti. Mono-no-fui je na bojišču slovel kot neustrašen bojevnik, ki je lahko med jezdenjem konja streljal z lokom in se je bil vedno pripravljen soočiti s sovražnikom. Zaničeval je strahopetnost, kot sta na primer prestop k sovražniku ali pa škodovanje konju, pa čeprav z namenom ubiti konjenika. Mono-no-fui je prav tako spoštoval in kazal pripadnost ženskam. Raje je umrl, kot pa sprejel žalitev. 
Poraz klana Heike ali Taira je končno prišel leta 1185, poglavar zmagovitega klana, klana Gendži ali Minamoto, pa je uvedel popolnoma novo, vojaško oblast ali šogun. Od tega obdobja naprej je pomembnost samurajev le še naraščala, iz prvotnih borilnih veščin pa se je razvil slog življenja, ki je poleg znanja borilnih tehnik vključeval strog moralen kodeks, samodisciplino in poglobljen odnos do človeške duševnosti. Rezultat je bila „Pot samuraja“, srednjeveško obdobje pa ji je zagotovilo priložnost za nadalen razvoj in oplemenitenje. 
Obdobje vladanja šoguna Muromačijev, ki je trajalo od leta 1336 do 1573 velja za najnemirnejše poglavje v japonski zgodovini, saj so stalno divjale vojne.

### Obdobje Pokrajinskih vojn (1467- 1568)
Oninski vojni (1467-77), ki je bila posledica spora za nasledstvo šoguna, v kateri je bilo skoraj popolnoma uničeno glavno mesto Kjoto, je sledilo stoletje vojn, znano kot Era pokrajinskih vojn. Potek bitk med vazali so narekovala različna strelna orožja, kot so lok, samostrel in mušketa. Toda v boju na bližino, imenovanih tudi skupinske bitke, so o zmagi ali porazu odločale sposobnosti vsakega posameznika. Da bi se obranili sovražnikov in si zagotovili prevlado, so se morali vojaški poveljniki seznaniti z mnogimi različnimi borilnimi veščinami. 
Za časa te ere so se pojavile tri šole sabljaštva:
1. šola Tenšinšodenšintorju; ustanovitelj: Iizasa Čoisai; slavni učenci: Cukamoto Bokuden
2. šola Aisukagerju; ustanovitelj: Aisu Ikosai; slavni učenci: Kamizumi Ise-no-kami Hidecuna, Jagju 	Sekišusai, Marume Kurando
3. šola Itorju; ustanovitelj: Čudžo Hjogo-no-kami Nagahide; slavni učenci: Ito Itosai

Kljub temu, da je bilo še mnogo drugih mojstrov sabljaštva, so bili ustanovitelji zgoraj naštetih šol, Iizasa, Aisu in Čudžo najslavnejši, veljajo pa tudi za najstarejše strokovnjake borilnih veščin. Drugi mojstri mečevanja so bili v službi daimja (fevdalca), ki pa niso le dobili znanja od teh veteranov, pač pa so tudi poskrbeli za prenos znanja in skrivnosti na svoje učence.

### Obdobje Edo (1603-1868)
Po razkolu države v obdobju Muromači, je bila Japonska končno združena pod šogunom Tokugava, sčasoma pa se je izolirala pred Zahodom, saj je v prihodu Evropskih raziskovalcev ter krščanstva videla preveliko nevarnost. S tem je država za okoli 260let zaprla svoja vrata, v tem času pa je nastalo mnogo stvari, katere so danes tradicionalne; v tem obdobju sta cvetela kultura in umetnost. Sem spada tudi kendo.
Mojstri mečevanja, kateri so bili dejavni v dobi Pokrajinskih vojn, niso imeli ne oklepa, ne dodatne opreme, tako da je keiko sestal le iz uporabe tači-ja (dolge sablje) in bokuta (lesene sablje), učenja kat ter sekanjem dreves za izpopolnitev tehnike. Za shiai(boj) so uporabljali prave sablje ali pa bokuto. V dobi Edo pa so se počasi začeli pojavljati dojo-ji ter izboljšane zasnove šinai-ja in oklepa.	 V 18. stoletju se je keiko izvajal v dojo-tih, osnova pa sta postala oklep in izmenjavanje udarcev s šinai-jem. V zadnjih dnevih režima Tokugawa naj bi se obstajalo kar 600 sabljaških šol.
A kljub temu je nova metoda vadbe naletela na mnoge kritike, saj naj bi bilo dobljeno znanje v pravi borbi neuporabno, saj naj bi bilo po mnenju kritikov bistvo bojevanja „zmaga je preživetje, poraz je smrt“. A vseeno je ta oblike uravnotežene in nadzorovane vadbe predstavljala pomembno stopnjo pri razvoju kenda.

### Miyamoto Musashi in Gorin-no-Sho (Knjiga petih prstanov)
Ne le na Japonskem, pač pa po celem svetu, slovi Mijamoto Musashi kot najboljši izmed vseh japonskih sabljačev. Zahvala za to gre predvsem romanu Jošikave Eidžija, Musaši in angleškemu prevodu Knjige petih prstanov (Gorin-no-Sho) Victorja Harrisa iz leta 1974. Danes žal ni veliko gotovo znanega o tem mojstru sabljanja, ki je živel v nemirnih desetletjih med obdobjema Pokrajinskih vojn in Edo. Toda knjiga le vsebuje nekaj avtobiografskih podrobnosti:
Musashi je bil rojen leta 1584 in se je naučil borilnih veščin od svojega očeta. S svojim debijem pri trinajstih letih je okusil slast zmage in od takrat naprej ni izgubil nobenega od svojih šestdesetih bojev. Leta 1612, je pri devetindvajsetih letih dosegel svojo največjo zmago; v duelu je premagal Sasakia Kodžiro,potem pa se je nemudoma upokojil in umaknil v osamo in posvetil življenje iskanju resnice sablje. Pravijo, da je odkril bit sablje čez kakšnih dvajset let, pri svojih petdesetih.
Ko je bil star šestdeset let je napisal knjigo Gorin-no-Šo, ki vsebuje njegova razmišljanja in njegovo pot meča, izpopolnjeno v času osame. V knjigi nam natančno razlaga njegovo teorijo o vojaški strategiji in o filozofiji življenja. Musashi na primeru lešnikove lupine zagovarja predanost vseh energij telesa, ki stremijo k temu, da bi premagali nasprotnike, govori pa tudi o taktikah povezanih s fizično pripravljenostjo posameznika. Razlog, da je njegova knjiga požela tak uspeh na Zahodu, je predvsem v tem, da njegovi nasveti ne služijo le za boljše poznavanje in doseganje ciljev v kendu, pač pa nasploh v življenju samem.

### Obdobje Meidži do danes (1868-...)
Leta 1868, po skoraj sedemsto letih stalne vojaške vladavine, se je na prestol vrnil cesar Meidži. Z njegovo vrnitvijo se je na Japonskem začelo obdobje reform in modernizacije, poleg tega se je Japonska odprla svetu. Oblasti so v kenjutsuju videle poslednji ostanek družbenega razreda samurajev, ki je bil sedaj tudi uradno ukinjen in prepovedan, zato je postal dovoljen tudi širši množici. S tem se je pričel nagel padec veščine sabljaštva. 
Toda leta 1887, dvajset let po začetku vladanja Meidžia, se je zaradi površinske modernizacije po vzoru Zahoda pojavilo vprašanje o nacionalni pripadnosti. Le-to je še posebej prišlo do izraza v Sino-Japonski vojni (1894-1895). Po njej je prišlo do močnega nacionalnega ozaveščanja in kendo je ponovno pridobila na pomembnosti. Kmalu je postal sestaven del izobrazbe otrok, sčasoma pa tudi obvezen šolski predmet. 
Mančurijski incident je leta 1931 narekoval še eno pomembno poglavje v zgodovini kenda. Japonsko zavzetje Mančurije je pripeljalo do nagibanja k militarističnemu-nacionalizmu, ki je bil podprt z nauku o genialnosti ljudstva. Kendo je sedaj postal zelo cenjen in je veljal za steber nacionalne izobrazbe. 
Leta 1945 se je končala 2. Svetovna vojna s popolno kapitulacijo Japonske. Kendo so Zahodnjaki povezali z vojaško agresijo in z vsemi uničujočimi posledicami vojne, zato so ga ameriške oblasti prepovedale. Tako je ostalo do konca japonske okupacije. Nato je bila oktobra, leta 1952 ustanovljena Vse Japonska kendo federacija (AJKF), a na osnovi kenda kot vzgojnega športa in ne borilne veščine. Tako je ostalo vse do danes.

## Oprema

### Oblačila
Tradicionalna oblačila v kendu sestojijo iz hakame in keiko-gi-ja ali natančneje kendo-gi-ja. Celotna oprava je po navadi v temno modrem odtenku, saj je obarvana z indigom. Ta rastlinska snov ima namreč lastnost, da izjemno hitro ustavi krvavitev. 
Po navadi se bela oblačila uporabljajo kot simbol duševne čistoče. Na Japonskem ženske pogostokrat belo hakamo in keiko-gi, medtem ko korejska državna reprezentanca nosi prav tako bela oblačila, a s temnimi črtami na bočnem delu hakame.

### Bogu
Zaščitni oklep sestoji iz čelade (men), rokavic (kote), oklepa za trup (do) in zaščite ledji (tare). 
Zasnova delov je od začetka, pa vse do danes ostala nespremenjena. Materiali, kateri se uporabljajo pri izdelavi boguja so: bombažna tkanina,usnje, konjska žima, bambus, jeklo in ogljikova vlakna.
V borbi je cilj zadeti nasprotnika v trup, zapestje, vrat ali glavo.
Na tare se lahko natakne tenugui, na katerem so zapisani ime in priimek kendoke ter ime kluba. Priimek in ime kluba sta zapisana v latinici, medtem ko je ime zapisano v kanjiju, japonski zlogovni pisavi. Barva in okrasitev do-ja in tenugui-ja sta odvisni od želja kendoke. 

### Šinai
Šinai, jap. 竹刀; je vadbeno orožje, ki se uporablja predvsem v kendu. Ponazarja pravo sabljo in se tako tudi uporablja.
Šinai je po navadi zapisan s pismenkami 竹刀, kar pomeni „sablja iz bambusa“. Beseda izvira iz besede shinau 撓う, kar pomeni „kriviti se“, in je bilo sprva kratica za  Šinai-take oz. „upogibljiv bambus“.
Šinai se prvič pojavi v obdobju Edo, kjer so sabljači ali kenjucake, razvili vadbeno orožje, ki je manj nevarno kot boken. S tem so poskušali zmanjšati število tistih borcev, ki so se med vadbo resneje poškodovali ali celo umrli.  Šinai pa je tudi bil povod za razvoj boguja. 
Šinai je zgrajen iz štirih bambusovih letvic (take), povezujejo jih tri usnjeni deli: cuka-gava ali ročaj, saki-gava ali konica in nakajui ali usnjeni trakec. Vse so med seboj povezane s curujem ali vrvjo. Le-ta mora biti močno napeta, saj daje celotno sablji obliko in obenem tudi trdnost. Za pravilno obliko pa skrbi plastična kocka (saki gomu), ki leži na konici sablje, pod saki gavo. 
Bambusove letvice so po navadi iz sušenega bambusa, lahko pa so tudi iz obdelanega tj. dimljenega ali premazanega s smolo. Bambus se nadomešča tudi z letvami iz ogljikovih vlaken.
Šinai-ji se med sabo razlikujejo po velikostih in oblikah. Z uporabo raznih vrst in dolžin bambusa, se spreminjajo teža ter tudi težišče  Šinaja. Moški uporabljajo daljše, ženske in otroci pa krajše, prav tako se različni tipi Šinajev uporabljajo za vadbo raznih tehnik.
Po navadi kendoke uporabljajo en Šinai; ta tehnika oz. slog ima zametke v tradicionalnem japonsekem sabljaštvu, in se imenuje it-to (ena sablja). Nekatere kendoke pa uporabljajo tehniko ni-to in imajo dva shiani-ja; daljšega, imenovanega daito drži v levi roki, krajšega, imenovanega shoto pa v desni.

### Boken
Boken, bok les in ken sablja; je lesena Japonska sablja, ki se uporablja za trening. Po obliki in velikosti je identičen katani, lahko pa je tudi oblikovan kot vakazaši ali tanto. Naj omenim tudi, da boken (木剣) ni pravo oz. pogosto uporabljen izraz na Japonskem, pač pa se v kakršnih koli pogovorih oz. kontekstih v povezavi z kendžucujem (剣道) ali kendom (剣道) uporablja beseda ken (剣). 
Boken se uporablja kot poceni in relativno varen nadomestek pravega orožja, v več borilnih veščinah.
Boken obstaja tako dolgo časa kot japonske sablje, in je bil uporabljen za urjenje bojevnikov. Mijamoto Musaši, mojster kendžucuja, je bil znan po tem, da je v bojih proti polno oklepljenemu in oboroženemu nasprotniku, uporabljal le enega ali dva bokena. Znana legenda pravi, da je premagal Sasakija Kodžiro z bokenom, katerega je izrezljal iz vesla, medtem ko je potoval na otok, kjer se je boj kasneje odvil.
Poznamo več tipov bokkenov. Sledeče štiri oblike so najpogostejše:
1.Daito ali tači: velikosti katane, dolga sablja;
2.šoto ali kodači ali vakizaši bo: velikosti vakizaši-ja, kratek meč;
3.tanto bo: velikosti tanta;
4.suburito: lahko je narejen v velikosti daita ali shota, a je namenjen za individualen trening. Njihova uporaba je težja in bolj naporna, a poskrbijo za okrepitev mišic in izbolšanje tehnik, ki se izvajajo z bokenom „normalne“ velikosti.

### Kendo v Sloveniji
- Kendo Zveza Slovenije

### Kendo po svetu
- Vsejaponska kendo zveza Arhivirano 2014-10-08 na Wayback Machine. (AJKF)
- Evropska kendo zveza Arhivirano 2010-03-08 na Wayback Machine. (EKF)